# Бильгин, Эсра Безен
Эсра́ Безе́н Бильги́н (тур. Esra Bezen Bilgin; род. 1973, Анкара) — турецкая актриса

 театра, кино и телевидения, помощник режиссёра.

## Биография и карьера
Эсра Безен Бильгин родилась в 1973 году в Анкаре (Турция) в семье актёра Метина Бильгина (род. 1945). Она окончила театральный факультет Анкарской государственной консерватории при Университете Хаджеттепе.
С 1997 года Бильгин работает в городском театре Коджаэли и играет в большинстве спектаклей театра. Она также играла в различных спектаклях независимых театров и в театре Аксанат Ени Кушак. В 2003 году дебютировала в кино, сыграв роль Сельви в фильме«Мамочка, я боюсь».
Бильгин прошла обучение по дизайну кукол и работала помощником режиссёра в таких кукольных спектаклях, как «Ходжа Насреддин», «Кува-йи Миллие» и «Бин Вармыш никогда не существовал».
С 2006 года Бильгин замужем за театральным режиссёром Мехметом Эргеном. У супругов есть сын — Гедже Эрген (род. в 2009 году).

## Фильмография
| Год       |     | Русское название    | Оригинальное название | Роль                 |
| --------- | --- | ------------------- | --------------------- | -------------------- |
| 2003      | ф   | Я боюсь, мамочка    | Korkuyorum Anne       | Сельви               |
| 2013      | ф   | Безгрешные          | Kusursuzlar           | Ясемин               |
| 2014      | ф   | Диапозон            | Silsile               | Мерве                |
| 2015      | ф   | Родина              | Ana Yurdu             | Несрин               |
| 2018      | с   | Наша история        | Bizim Hikaye          | Шюкран               |
| 2019      | ф   | Давно               | Uzun Zaman Önce       | Нергис               |
| 2020      | кор | Сорок свечей        | Forty Candles         | Дерья                |
| 2020—2021 | с   | Моя левая половинка | Sol Yanım             | Нильгюн Йылдырым     |
| 2021      | ф   | Я нашёл тебя!       | Seni Buldum Ya        | Туба                 |
| 2022      | с   | Преступники         | Cezailer              | психиатр Гамзе Аккус |